# NGC 6789
NGC 6789 este o galaxie situată în constelația Dragonul. A fost descoperită în 1883 de către Lewis A. Swift. Se află la o distanță de 3,55 megaparseci de Pământ.